# Los Chunguitos
Los Chunguitos est un groupe de rumba espagnol, originaire de Badajoz, en Estrémadure. Il est composé de Juan, Manuel et José Salazar, de la famille gitane Salazar : Porrina de Badajoz, Azúcar Moreno et Alazán. Le groupe se sépare en 2021 après 45 ans de parcours musical.

## Histoire
Le nom du groupe vient de la phrase que leur famille utilisait pour les réprimander lorsqu'ils étaient enfants parce qu'ils aimaient jeter des pierres sur les trains : ¡Qué chunguitos que sois! Ils sont les neveux du cantaor Porrina de Badajoz. Ils quittent Badajoz pour Madrid alors qu'ils étaient encore très jeunes, dans une famille de huit autres frères et sœurs, et se sont installés dans le quartier de Vallecas, à Madrid. C'est là qu'ils commencent à se produire dans les auberges de la Plaza Mayor, en chantant des chansons populaires.
Au cours d'une de ces soirées, Ramón Arcusa, de Dúo Dinámico, les remarque et leur permet d'enregistrer leur premier album en 1976, qui devient célèbre grâce à la chanson Dame veneno, vendue à plus de 50 000 exemplaires, avec Dúo Dinámico comme producteur. Les galas commencent à tourner dans les villes espagnoles. Ils consolident leur position en participant aux bandes originales des films Deprisa, deprisa, de Carlos Saura ; Perros callejeros, de José Antonio de La Loma et Días contados, d'Imanol Uribe. Le 24 juin 1982, le groupe perd son fondateur, le chanteur et compositeur Enrique Salazar, emporté par un cancer de la gorge. Après une période de retraite, il a été remplacé par son cousin Manuel.
Entre 2013 et 2014, ils participent à la troisième saison de l'émission Tu cara me suena, diffusée sur Antena 3, où ils imitent Estopa, Pimpinela, Azúcar Moreno ou Las Grecas, entre autres groupes de la scène nationale. Finalement, ils se classent sixièmes au classement général.
Le 11 novembre 2021, ils annoncent leur séparation après 45 ans de parcours.

## Discographie
- 1977 : Los Chunguitos
- 1978 : Vive Gitano
- 1979 : Limosna de amor
- 1980 : Pa ti pa tu primo
- 1981 : Sangre caliente
- 1982 : Barrio
- 1983 : Recuerdo de Enrique
- 1983 : Callejón sin salida
- 1984 : Vagando por ahí
- 1985 : Contra la pared
- 1986 : Después de la tormenta
- 1988 : Vive a tu manera (album live)
- 1989 : Tiempos dificiles
- 1990 : Baila con los Chunguitos
- 1991 : Plaza vieja
- 1992 : De pura sangre
- 1993 : ¡Marcha!
- 1993 : Noche de rumba
- 1995 : Zoraida
- 1996 : ¡Pa reventar!
- 1999 : Auténtico
- 2001 : La Medalla
- 2003 : Morir de amor
- 2004 : Abre tu corazón
- 2006 : Buena suerte
- 2008 : La Vida sigue
- 2012 : Se escapa
- 2017 : Gavilán (single)
- 2017-2018 : Dame veneno (Los Chunguitos et Lydia Lozano, Gustavo González, Patricia González)